# Oreochromis urolepis
Oreochromis urolepis är en fiskart som först beskrevs av Norman 1922.  Oreochromis urolepis ingår i släktet Oreochromis och familjen Cichlidae.

## Underarter
Arten delas in i följande underarter:
- O. u. hornorum
- O. u. urolepis